# Métier de rue

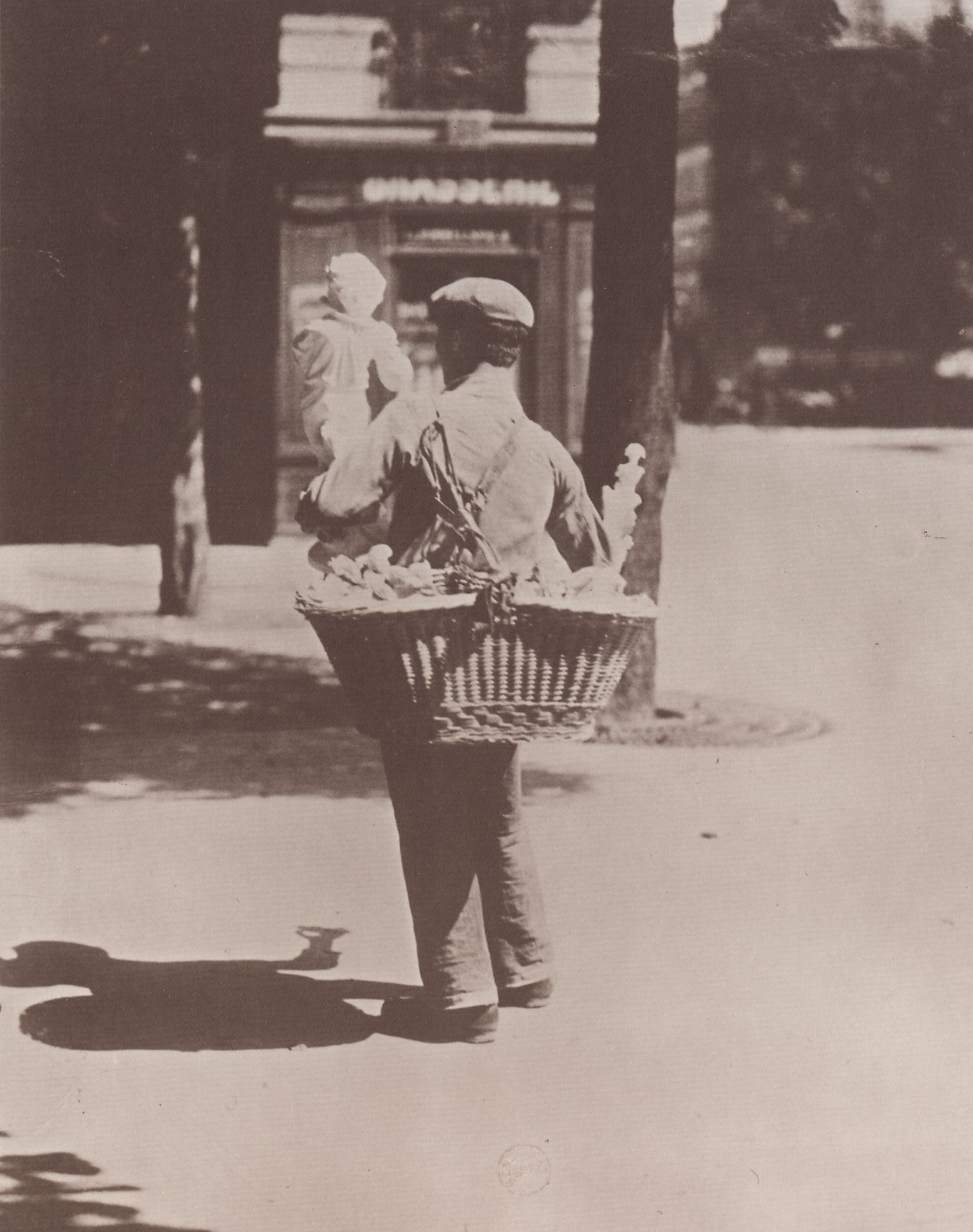
Photographie d'un travailleur inconnu (spécialisation inconnue) à Paris par Eugène Atget, entre la fin du XIXe siècle et le début du XXe siècle.

Un métier de rue est « toute forme possible d'activités rémunérées dont une partie significative du temps de travail se déroule dehors », d'après Juliette Rennes.

## Exemple de Paris
Entre la fin du XIXe siècle et du XXe siècle, de nombreuses photographies de représentants de ces métiers sont photographiés à Paris par Eugène Atget (1857-1927), mais également par son contemporain moins connu, Louis Vert (1865-1924). Ce genre de métiers s'est bien développé dans la capitale parisienne faisant démonstration d'inventité, malgré un travail souvent éreintant. Pourtant, les grands travaux de transfomation urbaine ont précipité le déclin de places fortes : c'est notamment le cas de la prolongation de la rue Monge en 1889 qui provoque la disparition de la « bourse des Bouts de Cigares » où exercent les ramasseurs de mégots,,.

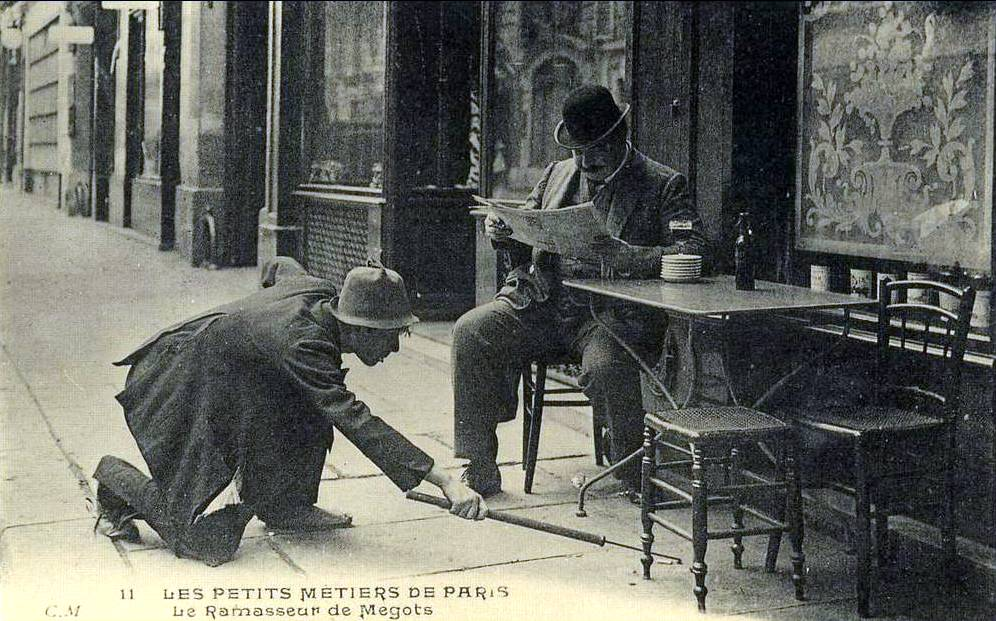
Un ramasseur de mégot exerçant devant la terasse d'un établissement à Paris, au tournant du XXe siècle.
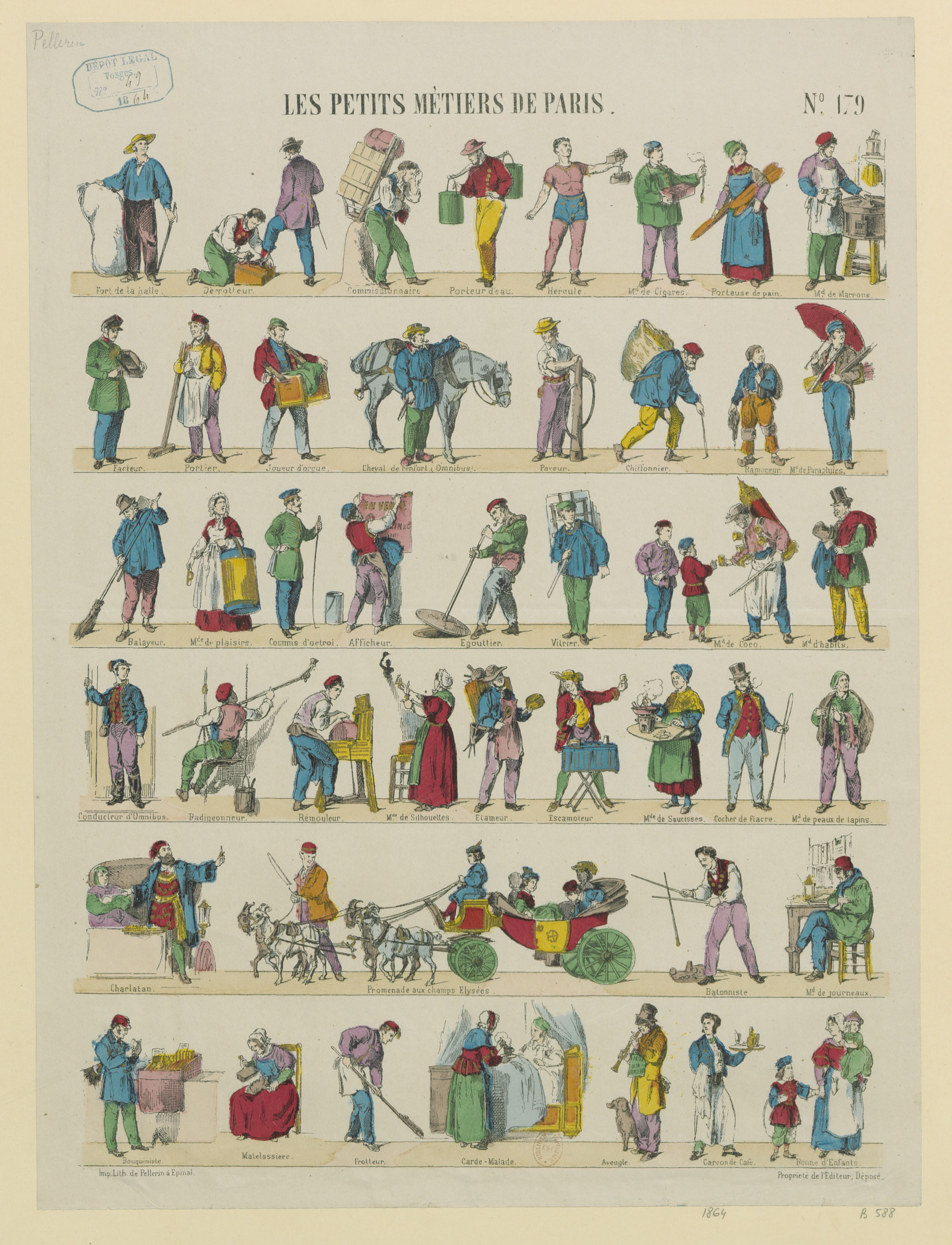
Image d'Épinal de 1864 présentant une sélection de « petits métiers de Paris ».

## Historiographie
Comme le décrit Le Petit Parisien en 1889, Alexandre Privat d'Anglemont s'est posé, par son ouvrage Paris anecdote paru en 1854, comme le « l'historien des industriels étonnants qu'on voit éclore sur le pavé de Paris »,. En 1889, l'écrivain Hugues Le Roux fait le portrait des ramasseurs des mégots dans Le Monde illustré à l'occasion de la disparition de leur « bourse » place Maubert. En 1991, Kengné Fodouop publie une étude du cas de Yaoundé (Cameroun) : il y propose trois catégories : ceux de la production, ceux du commerce et ceux du services, parallèlement à un regroupement de ceux émanant de la tradition et ceux relevant de l'urbanisation moderne,. En 2022 enfin, paraît surtout l'ouvrage Métiers de rue de la sociologue Juliette Rennes, qui, comme le note l'historien Arnaud-Dominique Houte se situe « à la croisée de l'histoire du travail, de l'histoire du genre et de l'histoire urbaine », relevant « avant tout d'une histoire des régimes de sensibilité, l'enjeu étant moins d'étudier ces métiers méconnus (même si l'on apprend beaucoup sur plusieurs d'entre eux) que de comprendre l'évolution des regards qui ont pu être portés sur eux ». Rennes entend y produire une analyse poussée de la place des femmes, à travers l'exemple des premières cochères, en étudiant leur répartition et leurs représentations,.